# National Security Act (États-Unis)
Lire en ligne

(en) Texte du National Security Act of 1947

Le National Security Act of 1947 est une loi fédérale américaine, portant le numéro 235 du 80e Congrès des États-Unis et conservée dans le 15e chapitre du Code des États-Unis. Elle est signée par le président Harry S. Truman le 26 juillet 1947. Elle réorganise les Forces armées américaines et les services de renseignements, tout en réorientant la politique étrangère et la politique de défense des États-Unis — parallèlement au Mutual Defense Assistance Act signé en 1949 — dans l'immédiat après-Guerre mondiale.
La plupart des dispositions de cet acte législatif prirent effets le 18 septembre 1947, au lendemain de la confirmation de James Forrestal comme premier titulaire du nouveau poste de secrétaire à la Défense par le Sénat. Ses pouvoirs restaient cependant extrêmement limités et il était difficile pour lui d'exercer quelque autorité qui aurait rendu la fonction réellement efficace. Cette situation changea avec l'amendement à la loi de 1949 qui créa le département de la Défense.
L'acte et ses amendements qui permettent la création de la Central Intelligence Agency et du Conseil de sécurité nationale, de même que la doctrine Truman et le plan Marshall, constituent les piliers de la stratégie géopolitique de l'administration Truman pendant la guerre froide.
À titre anecdotique, la signature du projet de loi eut lieu à bord de l'avion présidentiel VC-54C « Sacred Cow » (« Vache Sacrée »), le premier avion utilisé pour le rôle de l'Air Force One.

## Dispositions
Le National Security Act fusionna les départements de la Guerre et de la Marine en une nouvelle administration, l'Établissement militaire national (en) (National Military Establishment), sous la direction du secrétaire à la Défense et consacra l'avènement de l'US Air Force désormais indépendante de l'US Army. Initialement, chacun de ces nouveaux organismes avait quasiment le statut de cabinet autonome mais un amendement du 10 août 1949 assurera leur subordination au secrétaire à la Défense. Dans le même temps, le National Military Establishment sera rebaptisé département de la Défense des États-Unis, le but étant d'unifier l'armée, la marine et la toute nouvelle force aérienne en une structure fédérée.
Outre la réorganisation militaire, l'acte instaura la création du  National Security Council — Conseil de sécurité nationale —, un organisme central de coordination de la politique de sécurité nationale au sein du pouvoir exécutif, et la Central Intelligence Agency, la première agence américaine de renseignement en temps de paix. La fonction du Conseil est de conseiller le président sur les politiques nationale, étrangère et militaire, afin que toutes ces administrations puissent coopérer plus étroitement et plus efficacement. Les ministères du gouvernement sont encouragés à exprimer leurs opinions au Conseil en vue de décisions plus globales.
Le « Joint Chiefs of Staff » - état-major interarmées - a également été officiellement créé en application du titre II, article 211 de la loi initiale de la sécurité nationale de 1947, avant l'abrogation des articles 209 à 214 du titre II, remplacés par la loi promulguant les titres 10 et 32 de l'« United States Code » (loi du 10 août, 1956, 70A Stat. 676).